# Морска еставела
Морске еставеле су такви приобалски извори који повремено или периодски гутају воду, те се претварају у морске воденице. Овакве типове еставела први пут помиње Е.А.Мартел 1894. године.

## У Хрватској
У Ичићима код Опатије (Хрватска) у обали је уска пукотина која за време плиме гута морску воду, а у влажнијем добу године из ње избија слатка. Западно од града Корчуле, на истоименом острву у Јадранском мору, у врху Залива Стрећице налази се широка пукотина; за време плиме морска вода понире у ту пукотину, док за време осеке из ње истиче незнатно заслањена вода . Примери морских еставела типа Стрећица могу се наћи и на другим местима дуж обале Јадрана.

## У Црној Гори
У Црној Гори је назанимљивија морска еставела бочато врело Гурдић у Котору, које претвара у понор приближно једном у десет година и у трајању од два до четири дана. Врело Гурдић постаје понор после дуготрајних суша. Док оно тако функционише из другог которског врела, Шкурде - које служе за снабдевање града водом, истиче потпуно слана вода.